# Mathieu Ier de Lorraine
Pour les articles homonymes, voir Mathieu et Mathieu Ier.
Mathieu Ier de Lorraine, dit le Débonnaire, né vers 1110, mort le 13 mai 1176, fut duc de Lorraine de 1139 à 1176. Il était fils de Simon Ier, duc de Lorraine et d'Adélaïde de Louvain.

## Biographie
Il succède à son père au moment où une nouvelle dynastie, les Hohenstaufen, s'installent sur le trône impérial. Le jeune duc va renforcer les liens entre la Lorraine et le Saint-Empire, en épousant Judith de Hohenstaufen, appelée aussi Berthe (1123-1195), nièce de l'empereur Conrad III et sœur du futur empereur Frédéric Ier Barberousse. À noter que l'épouse de Frédéric Barberousse, Béatrice Ire de Bourgogne, était la nièce de Mathieu Ier.

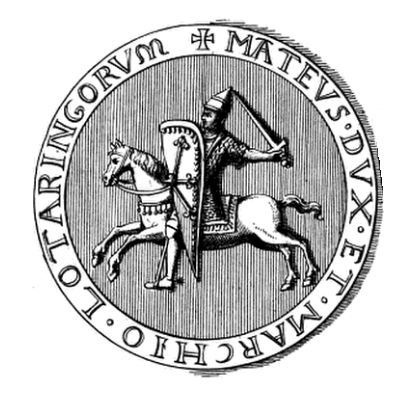
Sceau équestre du duc Mathieu Ier de Lorraine.

Il accompagna son beau-frère, le roi des Romains Frédéric, à de nombreuses reprises et l'assista, notamment en 1155 lors du couronnement impérial par le pape Adrien IV. Il prit part à la lutte entre l'empereur soutenant l'antipape Victor IV et le pape Alexandre III, soutenu par les rois de France et de Sicile. On le retrouve avec l'empereur le 14 février 1171, lors de discussion qui a lieu à Maxey-sur-Vaise où il s'agit de mettre fin aux exactions des brabançons et des cottereaux.
Comme ses prédécesseurs, Mathieu est souvent en querelle avec les territoires voisins du duché.
- Il est en guerre avec Étienne de Bar, évêque de Metz à propos de la possession de la tour Moron qui appartient au système défensif d'Épinal. L'intervention de Renaud Ier de Bar, comte de Bar met fin au siège du château de Prény qui a duré plusieurs semaines entre 1144 et 1145. Mathieu se réconcilie avec l'évêque.
- Lorsque Henri de Lorraine (son oncle) part en croisade, le pape Eugène III interdit à Mathieu (le 28 avril 1147) de construire des châteaux à moins de 4 lieues de la cité de Toul ; Mathieu fait construire la forteresse de Gondreville. Lorsque Henri revient le 10 août 1149, il se plaint au pape Eugène III et ce dernier menace d'excommunier Mathieu (le 24 novembre 1153) s'il ne détruit pas le château. Finalement Mathieu s'entend avec Henri et le château est conservé.
- Mathieu est une nouvelle fois menacé d'excommunication par le pape Adrien IV le 5 mars 1155 parce qu'il a pris des biens au chapitre de Toul (Vicherey, et plusieurs autres villages avoisinants).
- Autre menace d'excommunication lors de querelles avec les abbesses de Remiremont, le 13 mai 1147 parce qu'il exige des taxes des terres et des hommes de Remiremont ; ce litige ne sera conclu que le 16 août 1152. Et une nouvelle fois Adrien IV le menace de la même sanction le 3 juin 1157 pour les mêmes causes.

À l'intérieur du duché, il étendit le domaine ducal en empiétant sur les terres de l'Évêché de Toul, et il acquit la ville de Nancy de Drogon chef de la maison de Nancy (dite de Lénoncourt). Il fit d'importantes donations à l'Église, donna le droit de Punazs aux Frères Hospitaliers de Saint-Jean de l'hô, pital du Vieil-Aître et fonda plusieurs abbayes (l'Abbaye de Clairlieu et le monastère de l'Étanche en particulier).
Il meurt le 13 mai 1176 et est inhumé à l'abbaye de Clairlieu, qu'il a fondé à Villers-lès-Nancy.

## Mariage et enfants

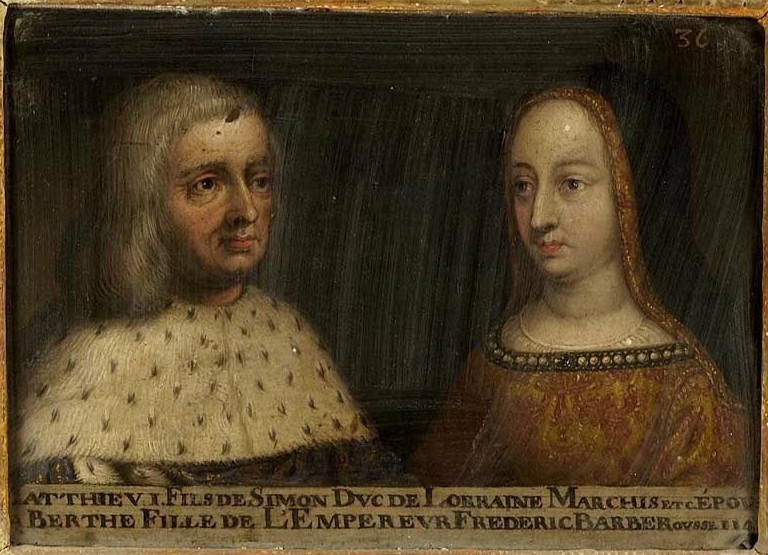
Mathieu Ier et Judith-Berthe de Hohenstaufen (XVIIe siècle).

Il avait épousé vers 1138 Judith-Berthe de Hohenstaufen (1123 †1195), fille de Frédéric de Hohenstaufen, duc de Souabe, et de Judith de Bavière et de Saxe, avec qui il a :
- Alix ou Adélais († 1200), épouse de Hugues III, duc de Bourgogne ;
- Sophie de Lorraine, 1163, † 1217 épouse de Heinrich Ostertag Von Windstein, 1160, † 1217 ;
- Simon II (v.1140 † v.1207), duc de Lorraine ;
- Judith (1140 † 1173), épouse en 1170 d'Étienne Ier, comte d'Auxonne et de Traves : parents d'Étienne II, d'où la succession des comtes de Bourgogne ;
- Ferry Ier de Bitche (v.1143 † v.1206), duc de Lorraine ;
- Mathieu de Lorraine, comte de Toul († 1208) ;
- Thierry († 1181), évêque de Metz de 1174 à 1179 ;
- Une fille morte en bas âge avant 1177.

Il a eu deux enfants avec une concubine dénommée Gressile Alain, « fille du sieur argentier ».

### Sources
- Henry Bogdan, La Lorraine des ducs, sept siècles d'histoire, Perrin, 2005 [détail des éditions] (ISBN 2-262-02113-9)